# Мінков Марк Анатолійович
Марк Анатолійович Мінков (рос. Марк Минков; нар. 25 листопада 1944, Москва, СРСР — 29 травня 2012, Московська область, Росія) — радянський і російський композитор. Заслужений діяч мистецтв РРФСР (1989). Народний артист Росії (2003).

## Життєпис
Закінчив Московську консерваторію (клас Арама Хачатуряна).
Серед творів: опери «Чарівна музика, або Давайте робити оперу» (1974), «Не вибачатимуся» і «Біла гвардія»; мюзикли «Робін Гуд» (1980), «Мустафа» (1983); балет «Розбійники» (1982); «Кантата про Леніна» (1969); ораторія «Дзвон» (1975); концерти для фортепіано, струнні концерти, пісні; музика для вистав Леоніда Трушкіна «Поза для емігранта», «Вечеря з дурнем», «Шалопаї, або Кін IV», «Змішані почуття», «Морквинка для імператора» та вистави Театру імені О. С. Пушкіна «Чоловіки, носіть чоловічі капелюхи».
Вокальні твори М. Мінкова виконували популярні артисти радянської і російської естради, кіно і театру: Муслім Магомаєв, Людмила Зикіна, Алла Пугачова, Яак Йоала, Валентина Толкунова, Лев Лещенко, Ольга Пірагс, Ігор Скляр, Валерій Леонтьєв, Микола Караченцов, Гюллі Чохелі, Олена Камбурова, Йосип Кобзон, Валентин Нікулін, Жанна Рождественська, Гінтаре Яутакайте, Раїса Нємєнова, Людмила Артеменко, Михайло Боярський, Володимир Макаров, Христина Орбакайте, Алсу, різноманітні ВІА та ін.
Найбільш відомі пісні композитора (рос.): «А знаешь, всё ещё будет», «Вербочки», «Где водятся волшебники», «Двух дорог пересеченье», «Деревянные лошадки», «Если б не было войны», «Из памяти уходят имена», «Монолог (Реквием)», «Мы найдём слова», «На дороге ожиданья», «Наша служба и опасна и трудна», «Не отрекаются, любя», «Скажи мне что-нибудь», «Спасибо, музыка, тебе», «Старый рояль», «Ты на свете есть», «Эти летние дожди».
Автор музики до понад 60 кінофільмів, мультфільмів і телесеріалів.
Був президентом Гільдії композиторів кіно, дійсним членом Російської академії кінематографічних мистецтв «Ніка», членом Спілки композиторів (1970), членом Спілки кінематографістів (1981).

## Фільмографія
- «Артист Федір Грай» (1966, к/м)
- «Повернення катера» (1971, к/м)
- «Що робити?» (1971)
- «Слідство ведуть ЗнаТоКі» (1971—1985, т/с)
- Справа № 1 «Слідство ведуть ЗнаТоКі. Чорний маклер» (1971)
- Справа № 2 «Слідство ведуть ЗнаТоКі. Ваше справжнє ім'я» (1971)
- Справа № 3 «Слідство ведуть ЗнаТоКі. На місці злочину» (1971)
- Справа № 4 «Слідство ведуть ЗнаТоКі. Повинну голову…» (1971)
- Справа № 5 «Слідство ведуть ЗнаТоКі. Динозавр» (1972)
- Справа № 6 «Слідство ведуть ЗнаТоКі. Шантаж» (1972)
- Справа № 7 «Слідство ведуть ЗнаТоКі. Нещасний випадок» (1972)
- «Червоні курсанти» (1972, фільм-спектакль)
- «Товариш КамАЗ» (1972, документальний)
- «Алкіни пісні» (1973, к/м)
- «Друзі мої...» (1973, кіноальманах)
- «Хлоп'ята з нашого двору» (1973, т/с)
- Справа № 8 «Слідство ведуть ЗнаТоКі. Втеча» (1973)
- Справа № 9 «Слідство ведуть ЗнаТоКі. Свідок» (1973)
- «Бенефіс Савелія Крамарова» (1974)
- «Вільному — воля» (1974, к/м, реж. П. Чухрай)
- Справа № 10 «Слідство ведуть ЗнаТоКі. Удар у відповідь» (1975)
- «Ар-хі-ме-ди!» (1975, Одеська кіностудія)
- «Без права на помилку» (1975)
- «У порту» (1975, мультфільм)
- «В одному мікрорайоні» (1976, т/ф, реж. В. Шиловський)
- «Ти іноді згадуй» (1977, реж. П. Чухрай)
- Справа № 11 «Слідство ведуть ЗнаТоКі. Будь-якою ціною» (1977)
- «У зоні особливої уваги» (1977)
- «Бенефіс Людмили Гурченко» (1978)
- Справа № 12 «Слідство ведуть ЗнаТоКі. «Букет» на прийомі» (1978)
- Справа № 13 «Слідство ведуть ЗнаТоКі. До третього пострілу» (1978)
- «Добряки» (1979)
- «Дорослий син» (1979)
- «Олімпійський характер» (1979, мультфільм)
- Справа № 14 «Слідство ведуть ЗнаТоКі. Підпасок з огірком» (1979)
- «Люди в океані» (1980, реж. П. Чухрай)
- Справа № 15 «Слідство ведуть ЗнаТоКі. Пішов і не повернувся» (1980)
- «34-й швидкий» (1981)
- «Все навпаки» (1981)
- «Наказ: вогонь не відкривати» (1981)
- Справа № 16 «Слідство ведуть ЗнаТоКі. З життя фруктів» (1981)
- «Наказ: перейти кордон» (1982)
- «Ми жили по сусідству» (1982)
- «Ви вмієте грати на піаніно?» (1982, фільм-спектакль)
- Справа № 17 «Слідство ведуть ЗнаТоКі. Він десь тут» (1982)
- «Пригоди маленького Мука» (1983)
- «Ми з джазу» (1983, реж. К. Шахназаров)
- «Незнайка з нашого двору» (1983, Одеська кіностудія)
- «Божевільний день інженера Баркасова» (1983)
- «На мить озирнутися...» (1984, т/ф, 2 с, Одеська кіностудія)
- «Крем-брюле» (1984, мультфільм)
- «„Ще люблю, ще сподіваюся…“» (1984)
- «Особиста справа судді Іванової» (1985)
- «Дайте нам чоловіків!» (1985, Одеська кіностудія)
- Справа № 19 «Слідство ведуть ЗнаТоКі. Пожежа» (1985, у співавт.)
- «Де ваш син?» (1986)
- «Витівки в старовинному дусі» (1986)
- «Тихе розслідування» (1986)
- «Зіна-Зінуля» (1986, реж. П. Чухрай)
- «Таємниця Снігової королеви» (1986)
- «Рокова помилка» (1988)
- «Стукач» (1988)
- «Вікно» (1988, к/м)
- «Ідеальний злочин» (1989)
- «Роби — раз!» (1990)
- «Любов на острові смерті» (1991)
- «Фірма пригод» (1991)
- «Щоб вижити» (1992)
- «Чужа гра» (1992)
- «Прощення» (1992)
- «Кошеня» (1996)
- «Розмова з птахами» (1997, Росія—Болгарія)
- «Жінок ображати не рекомендується» (1999)
- «Брама Єви» (2000, Росія—Болгарія—Албанія)
- «Троє проти всіх» (2001, т/с)
- «Слідство ведуть ЗнаТоКі. Десять років по тому» (2002)
  - «Слідство ведуть ЗнаТоКі. Пуд золота»
  - «Слідство ведуть ЗнаТоКі. Третейський суддя»
- «Спецназ 2» (2003, т/с)
- «Квиток у гарем» (2006, т/с)
- «Бумеранг» (2007)
- «Ефект доміно» (2008)
- «Наслання» (2008)
- «Змішані почуття» (2011, фільм-вспектакль)
- «Кураж» (2014, т/с)